# صخره‌ماهی مسی
صخره‌ماهی مسی (نام علمی: Sebastes caurinus) نام یک گونه از سرده صخره‌ماهی است.